# バスケットボールバングラデシュ代表
バスケットボールバングラデシュ代表(バスケットボールバングラデシュだいひょう、Bangladesh men's national basketball team)は、バングラデシュバスケットボール連盟によって国際大会に派遣されるバスケットボールのナショナルチームである。

## 歴史
1979年にアジア選手権初出場で13位となる。
2010年南アジア大会にて銅メダルを獲得。2013年南アジア選手権で初の国際大会優勝を果たす。

## 主な国際大会成績

### 夏季オリンピック
- 出場なし

### ワールドカップ（旧世界選手権）
- 出場なし

### アジアカップ（旧アジア選手権）
- 1979年 － 13位
- 1989年 － 15位
- 1993年 － 18位
- 1997年 － 15位